# 長野県道275号上生坂信濃松川停車場線
長野県道275号上生坂信濃松川停車場線（ながのけんどう275ごう かみいくさかしなのまつかわていしゃじょうせん）は、長野県東筑摩郡生坂村から北安曇郡池田町を通り、同郡松川村に至る一般県道。起点から生坂村字関屋下まで国道19号の旧道を走っている。

## 概要
生坂村から峠を越えて池田町の街中を通り松川村に至る道路である。山間部でカーブが多く狭隘区間もあることからトンネル建設の要望がある。

### 路線データ
- 起点：東筑摩郡生坂村字上生坂（生坂トンネル南交差点、国道19号交点）
- 終点：大糸線信濃松川駅

## 通過する自治体
- 東筑摩郡
  - 生坂村
- 北安曇郡
  - 池田町
  - 松川村

## 接続・交差する道路
- 国道19号
- 長野県道51号大町明科線（池田町、一部重複）
- 長野県道306号有明大町線新道（松川村）
- 国道147号（松川村）
- 長野県道450号矢地赤芝線（松川村）